# وضم

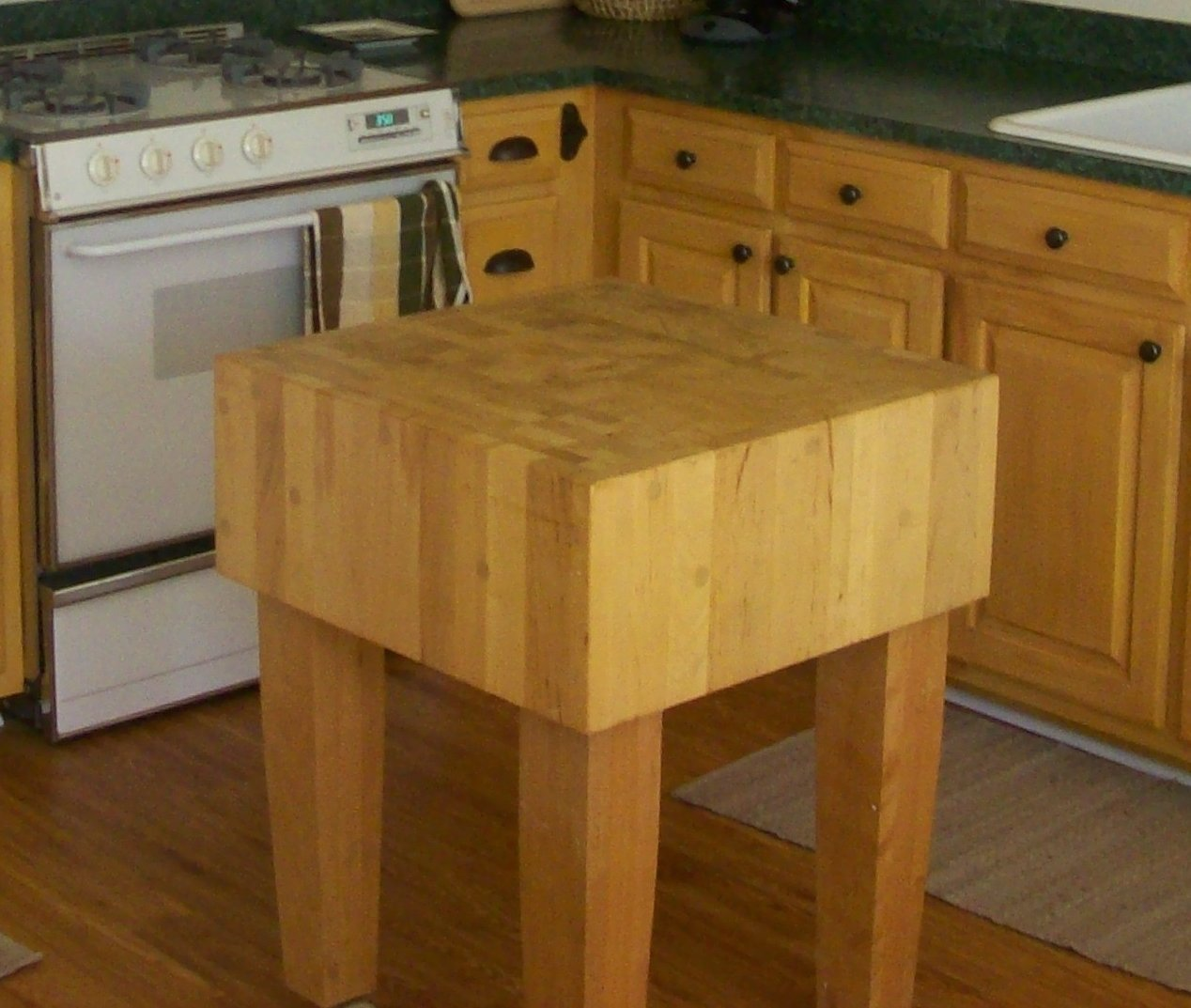
وَضَم المطبخ الأمريكي الحديث

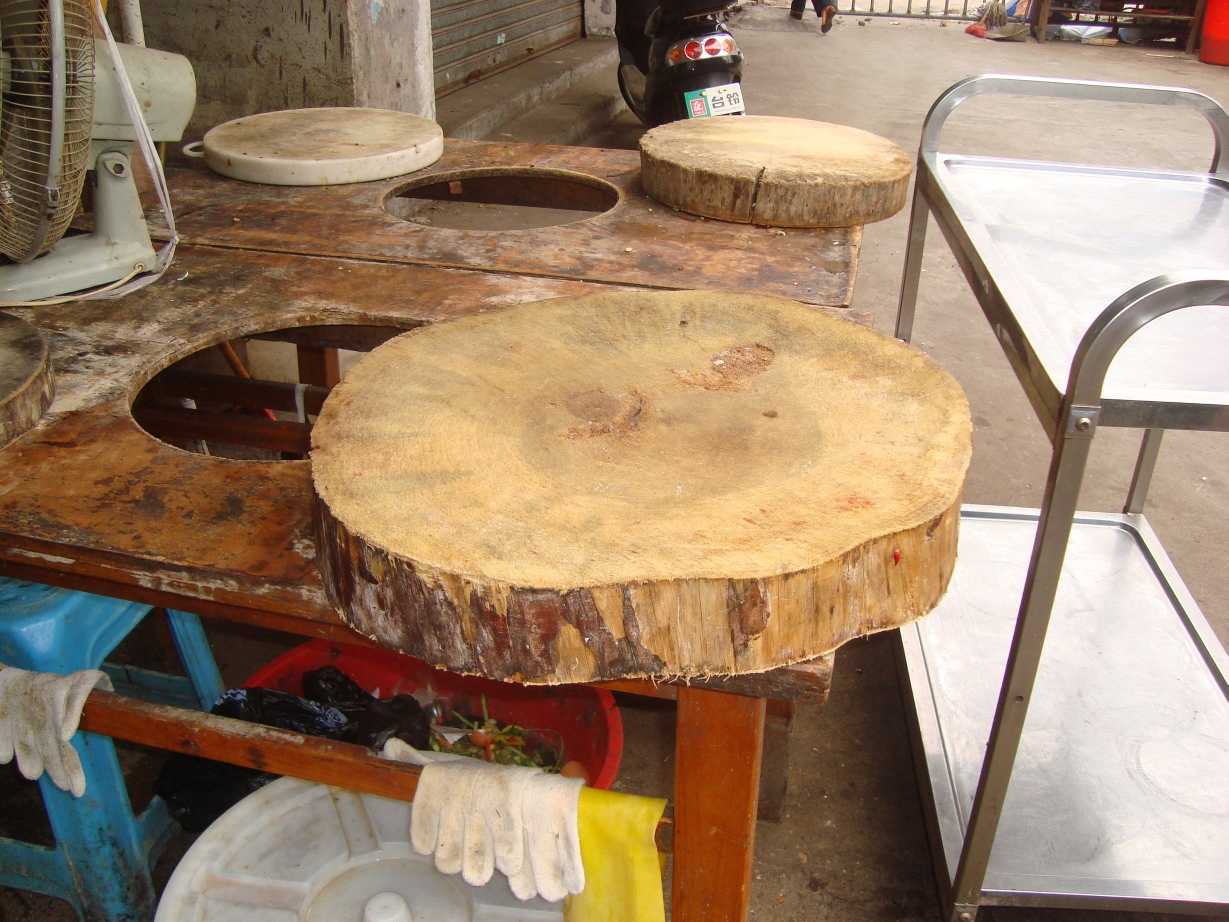
وَضَمٌ في مطعم في هَيْكو، هَيْنَن، الصين

الوَضَمُ أو خشبة الجزار قطعة خشبية شديدة التحمل للتقطيع عليها، وعادة ما تكون مكسيَّةً بالخشب الصلب.
تُصنع في أمريكا بكثرة من القيقب السكري، وكان يستخدم بشكل شائع في محلات الجزارة ومصانع معالجة اللحوم ولكنه أصبح الآن شائعًا في الاستخدام المنزلي.
لا يقتصر استخدام الوضم على الجزار بل قد تُعدَّل لتستخدم في وظائف أخرى مثل أسطح المنضدات وألواح التقطيع .